# Pierre Pincemaille

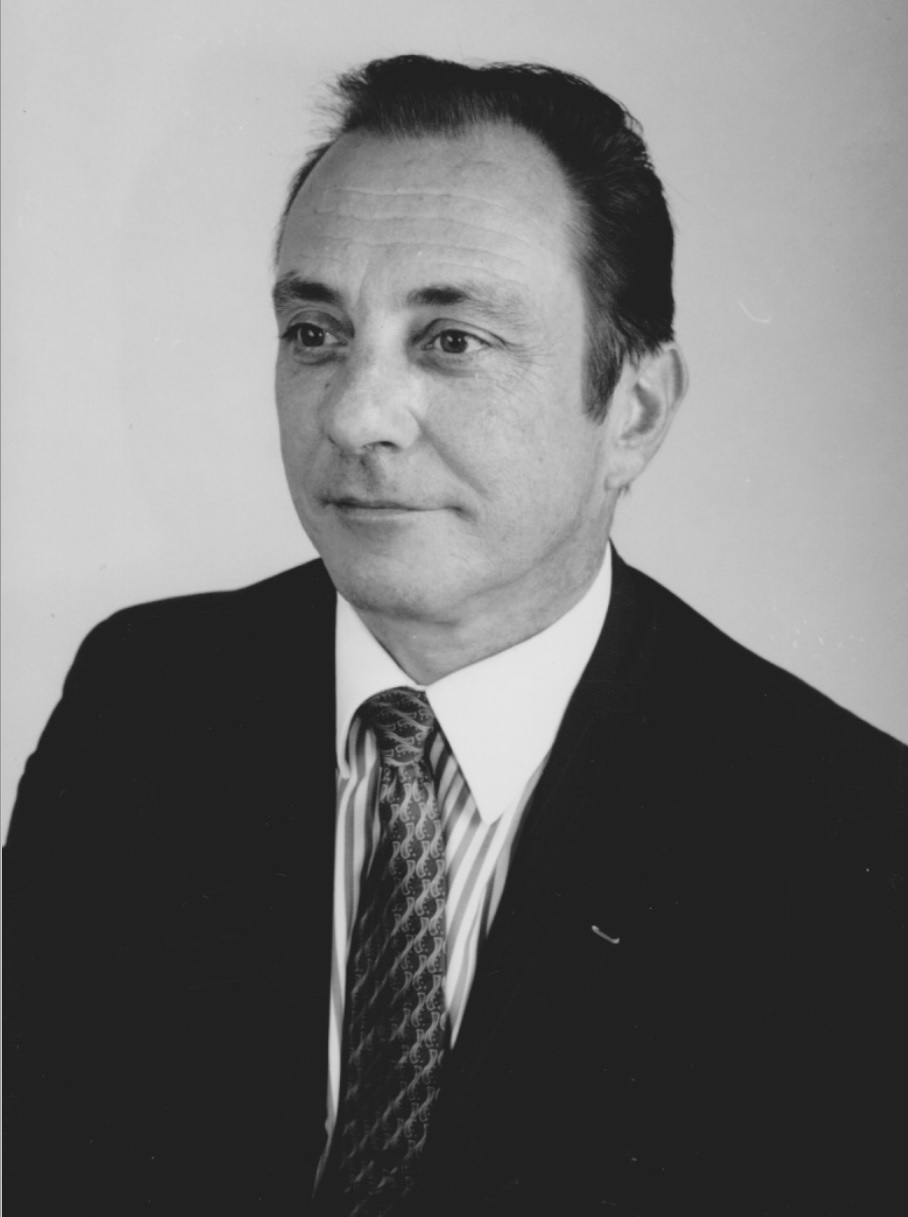
Pierre Pincemaille (2004)

Pierre Marie Pincemaille (* 8. Dezember 1956 in Paris; † 12. Januar 2018 in Suresnes) war ein französischer Komponist, Organist und Musikpädagoge.

## Leben
Pierre Pincemaille studierte am Pariser Konservatorium bei Henri Challan, Jean-Claude Raynaud, Marcel Bitsch, Jacques Castérède und Rolande Falcinelli. Er schloss das Studium mit fünf Premier Prix (Harmonik, Kontrapunkt, Fuge, Orgel, Improvisation) ab. 
Seit 1987 war er Titularorganist an der Orgel der Basilika Saint-Denis bei Paris, in der sich die erste große Orgel (1840) des französischen Orgelbauers Aristide Cavaillé-Coll befindet. Im Juni 2018 übernahm sein Schüler Quentin Guérillot den Posten des Titularorganisten.
Pincemaille war Professor an den Konservatorien von Paris (Kontrapunkt), Lyon, Saint-Maur-des-Fossés (Improvisation) und Saint-Germain-en-Laye (Harmonik und Kontrapunkt). Daneben trat er weltweit als Organist auf und machte zahlreiche Einspielungen, unter anderem der zehn Orgelsinfonien von Charles-Marie Widor und der gesamten Orgelwerke von Maurice Duruflé und César Franck. 
Pincemaille starb 2018 im Alter von 61 Jahren im Krankenhaus von Suresnes an Lungenkrebs.

## Ehrungen und Auszeichnungen
- 1978: 1. Preis beim Internationalen Improvisationswettbewerb von Lyon
- 1987: Großer Preis beim Europäischen Orgelwettbewerb von Beauvais
- 1989: 1. Preis beim Internationalen Improvisationswettbewerb von Straßburg
- 1989: Großer Preis beim Internationalen Improvisationswettbewerb von Montbrison
- 1990: Großer Improvisationspreis beim Internationalen Wettbewerb von Chartres
- Ritter des Ordre des Palmes Académiques
- Ritter des Ordre des Arts et des Lettres
- Ritter des Ordens des heiligen Gregor des Großen

## Bibliographie
- Völker, Elke: Der Reiz perfekter Illusion. Ein Interview mit dem Pariser Organisten und Starimprovisator Pierre Pincemaille. Organ – Journal für die Orgel 1, Nr. 1 (1998), S. 18–21.
- Pincemaille, Pierre: L’improvisateur à Notre-Dame. In: Pierre Cochereau: Témoignages, herausgegeben von Yvette Carbou. Bourg-la-Reine: Zurfluh, 1999, S. 271–339. ISBN 2-87750-087-X.
- Pincemaille, Pierre: L’improvisateur à Notre-Dame. In: Pierre Cochereau: Un art d’illusioniste, herausgegeben von Yvette Carbou. Sampzon: Delatour France, 2014, S. 263–338. ISBN 978-2-7521-0124-2.